# Bezedek
Bezedek (németül: Berseneck) község Baranya vármegyében, a Mohácsi járásban.

## Fekvése
Az egyutcás település a vármegye délkeleti részén helyezkedik el, Mohácstól délnyugati, Villánytól keleti irányban, közvetlenül a déli országhatár mellett.
A szomszédos települések: észak felől Majs, dél felől Sárok, nyugat felől pedig Lippó, utóbbival szinte szomszédosak. Kelet felől a községhatár egybeesik az államhatárral, abban az irányban a falu valószínűleg a horvátországi Főherceglak (Kneževo) községgel határos.

### Megközelítése
A település határszélét északnyugaton érinti az 5702-es és az 5704-es út is, ezeken könnyen elérhető az ország távolabbi részei felől is, Mohács, Villány vagy Bóly érintésével. Központja vonatkozásában azonban zsáktelepülésnek tekinthető, mivel az csak az előbbi utak találkozásánál kiágazó 57 108-as számú mellékúton érhető el.

## Története
Az Árpád-korban már fennálló falu nevét az oklevelek 1296-ban említették először, Bezedegh néven, később: 1311-ben Buzuldek, 1429-ben Bezeldegh, 1542-ben Bezedeghként írták. 1296-ban baranyai várjobbágyoknak, Iváni Jovanka fiainak Jánosnak, Jakabnak és Demeternek birtoka volt, akik elhatárolták Fülöpföldétől.
1330-ban Károly Róbert király Bezeldeget Bulcsó birtokkal együtt János fia Mihály királyi apródnak és Zolga fia Jánosnak adta, s megjárták Bezedeg és Ormánd közti határát is.
Fényes Elek 1851-ben írta a településről: "Bezedek német-rácz falu, Baranya megyében, 340 kath., 185 óhitű, 6 zsidó lak. A dárdai uradalomhoz tartozó. Utolsó posta Baranyavár."
1910-ben 650 lakosa volt, melyből 28 fő magyar, 479 fő német, 139 fő szerb és 4 fő egyéb nemzetiségű volt. A lakosok közül 154 fő tudott magyarul.
2001-ben lakosságának 8,1%-a német nemzetiségű volt.
A falu a XX. század első felében Baranya vármegye Baranyavári járásához tartozott.

## Közélete

### Polgármesterei
- 1990–1994: Szőke Józsefné (független)[4]
- 1994–1998: Szőke Józsefné (független)[5]
- 1998–2002: Hoffmann Antal (független német kisebbségi)[6]
- 2002–2006: Hoffmann Antal (független)[7]
- 2006–2010: Hoffmann Antal (független)[8]
- 2010–2014: Hoffmann Antal (független)[9]
- 2014–2015: Hoffmann Antal (független)[10]
- 2015–2019: Lovas Norbert (független)[11]
- 2019–2024: Lovas Norbert (független)[12]
- 2024– : Lovas Norbert (független)[1]

A településen 2015. április 19-én időközi polgármester-választást tartottak, az előző polgármester lemondása miatt.

## Népesség
A település népességének változása:
| Lakosok száma | 236  | 234  | 223  | 201  | 188  | 196  | 187  | 182  |
|               | 2013 | 2014 | 2015 | 2019 | 2021 | 2022 | 2023 | 2024 |

A 2011-es népszámlálás során a lakosok 94,8%-a magyarnak, 2,2% cigánynak, 0,9% horvátnak, 29,3% németnek, 1,3% szerbnek mondta magát (5,2% nem nyilatkozott; a kettős identitások miatt a végösszeg nagyobb lehet 100%-nál). A vallási megoszlás a következő volt: római katolikus 73,7%, református 4,2%, görögkatolikus 0,4%, felekezeten kívüli 6,9% (12,1% nem nyilatkozott).
2022-ben a lakosság 77%-a vallotta magát magyarnak, 14,8% németnek, 1% cigánynak, 0,5% szerbnek, 0,5% egyéb, nem hazai nemzetiségűnek (19,9% nem nyilatkozott; a kettős identitások miatt a végösszeg nagyobb lehet 100%-nál). Vallásuk szerint 44,4% volt római katolikus, 4,1% református, 1,5% görög katolikus, 0,5% ortodox, 2,6% egyéb keresztény, 0,5% egyéb katolikus, 8,7% felekezeten kívüli (37,8% nem válaszolt).

## Testvértelepülései

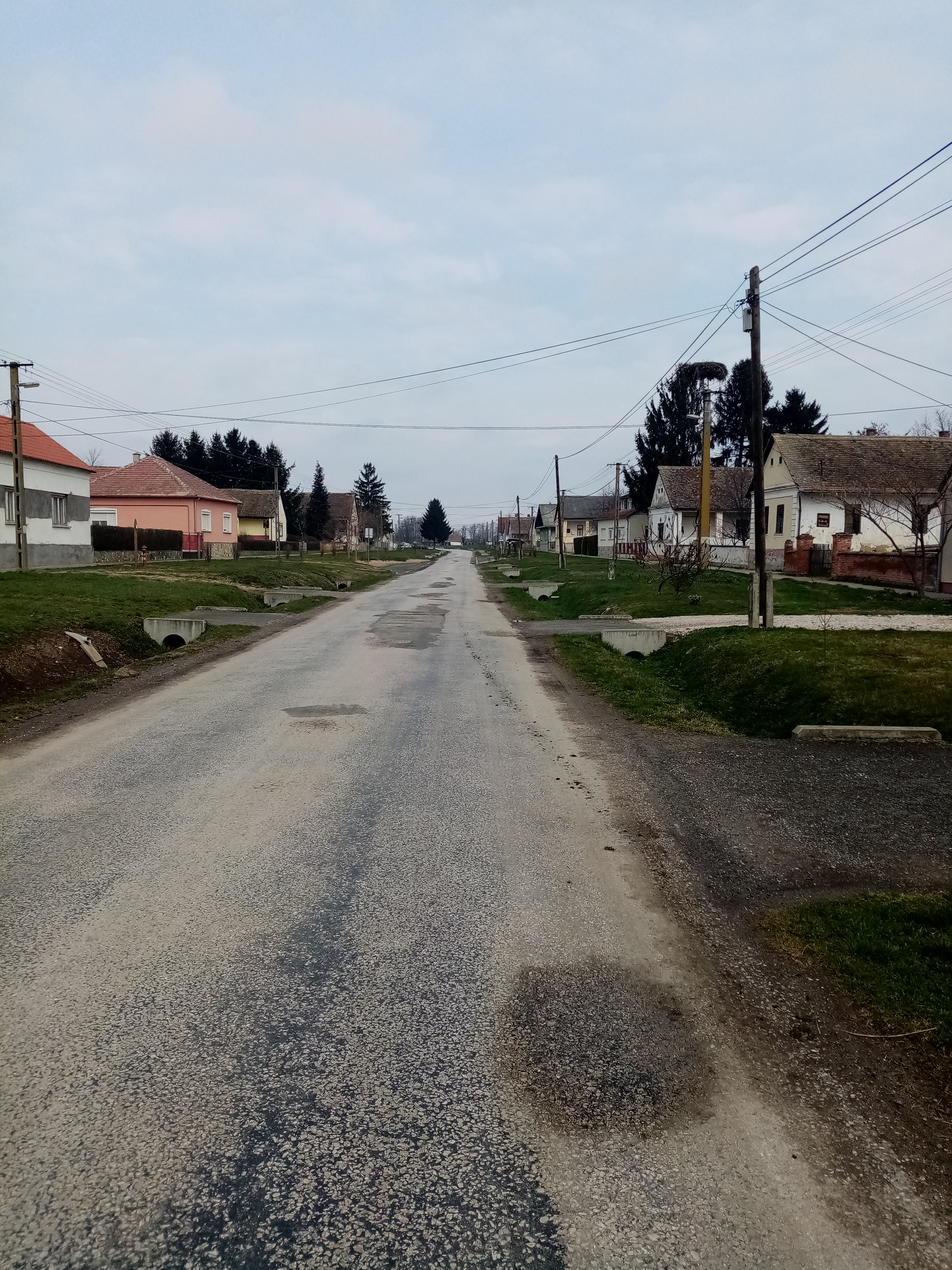
Kossuth utca

- Székelyfancsal,  Románia
- Asztély,  Ukrajna

## Nevezetességei
- Szent István emlékpark
- (Szent Vendel) Római katolikus templom
- Szentháromság szobor
- Székelykapu
- Kopjafa
- Az I. és II. világháborúban elesettek emlékszobra
- Szent Vendel szobor